# Vladislav Zvara
Vladislav Zvara (Spišská Nová Ves, 11 dicembre 1971) è un ex calciatore slovacco, di ruolo centrocampista.